# Nemacheilus monilis
Nemacheilus monilis és una espècie de peix de la família dels balitòrids i de l'ordre dels cipriniformes.
Els mascles poden assolir els 4,8 cm de longitud total.
Es troba als Ghats Occidentals (l'Índia).